# Dorothy Vaughan
Dorothy Johnson Vaughan, född 20 september 1910 i Kansas City i Missouri, död 10 november 2008 i Hampton i Virginia, var en amerikansk matematiker, mänsklig räknare och programmerare.
Vaughan arbetade som matematiklärare på high school innan hon 1943 anställning vid National Advisory Committee for Aeronautics (NACA) vid Langley Memorial Aeronautical Laboratory för att göra avancerade beräkningar för militären. Vid tiden gällde Jim Crow-lagarna och det var därmed inte tillåtet för svarta personer att varken jobba, äta eller gå på samma toaletter som sina vita kollegor. Därför bildades en separat avdelning för de svarta anställda, West Area Computing. När avdelningens vita chef plötsligt avled 1949 fick Vaughan ta över och blev därmed den första afro-amerikanska kvinnan att nå en chefsposition på myndigheten. I sin roll blev hon känd för att arbeta för bättre villkor och löner för sina medarbetare.
År 1958 omorganiserades NACA och blev NASA och samma år förbjöds segregering. Vaughan fortsatte att arbeta för NASA och tillsammans med många andra svarta kvinnor, till exempel Katherine Johnson och Mary Jackson, arbetade hon bland annat med det amerikanska rymdprogrammet. Under 1960-talet fick flera av de mänskliga räknarna gå över till att programmera elektroniska datorer. Vaughan förberedde sig för introduceringen av datorer i yrkeslivet och lärde sig själv och sina anställda programmeringsspråket Fortran. De arbetade bland mycket annat med omloppsbanan för NASA:s första bemannade rymdfärd och senare med Apollo 11. Vaughan gick i pension 1971.
Vaughan är en av de kvinnor som Margot Lee Shetterlys bok Dolda tillgångar (engelska: Hidden Figures: The American Dream and the Untold Story of the Black Women Who Helped Win the Space Race) skildrar. Boken adapterades 2016 till en långfilm med samma namn och där porträtteras Vaughan av  Octavia Spencer.
Vaughan tilldelades 2015 Kongressens guldmedalj postumt. År 2019 fick hon en krater på månen uppkallad efter sig.